# Гунст, Евгений Оттович
Евгений Оттович Гунст (фр. Eugène Gounst; нем. Eugen Gunst; музыкальный псевдоним Е. Favour; 7 мая 1877, Москва — 30 января 1950, Париж) — русский композитор, музыкальный критик и педагог.

## Хронология жизни
- 1877, 26 мая — родился в семье статского советника, архитектора Отто Карловича Гунста;
- Конец 1880-х — 1890-е гг. — обучение в гимназии;
- Конец 1890-х — начало 1900-х гг — обучение на юридическом факультете Московского университета;
- 1898 г. — первая публикация музыкального произведения — романса на стихи А. С. Пушкина «На холмах Грузии» (для голоса с фортепиано)[1];
- Начало 1900-х гг. — параллельная учёба в Московской консерватории и частные уроки композиции, фортепиано и теории музыки. Учителя: Р. М. Глиэр, Н. С. Жиляев и А. Б. Гольденвейзер;
- 1906 г. — получает звание присяжного поверенного при Московской Судебной палате;
- 1909 г. — Вместе с А. К. Глазуновым, С. В. Рахманиновым, А. Н. Скрябиным, С. Танеевым учреждает Московское общество любителей камерной музыки. До 1917 г. является его Председателем и кассиром. Репетиции членов Общества проходят в особняке Гунстов (Староконюшенный переулок, № 4);
- 1912-17 гг. — музыкальный критик московских журналов «Маски», «Музыка», «Рампа и жизнь» (псевдоним Е. Г.);
- 1913 г. — Перевод Гунстом на немецкий язык книги С. Танеева о контрапункте у Моцарта. Он появляется в годовом отчёте консерватории Mozarteum в Зальцбурге;
- 1914 г., август — с началом Первой мировой войны Гунст работает помощником прокурора в военном окружном суде;
- 1915 г. — публикация книги «Скрябин и его творчество» — первая монография о жизни и творчестве композитора;
- 1916—1917 гг. — Время от времени Гунст дирижирует в различных театрах в Москве и Петрограде (в том числе в Театре им. В. Ф. Комиссаржевской, в Московском Камерном театре и театре Суворина);
- 1918 г. — директор Народной консерватории в Нижнем Новгороде;
- В 1919 г. — дирижёр Московского Камерного театра.
- В 1920 г. — помощник главного дирижёра военных оркестров в Петрограде.
- 1920 г. — бегство с женой в Ревель (ныне Таллин);
- 1920 г., июнь — переезд в Париж;
- 1921—1950 гг — постоянное проживание в Париже (с небольшими поездками в Ниццу);
- 1922—1923 гг. — зарабатывает на жизнь игрой на пианино в ресторанах, кафе и танцевальных клубах, а также уроками игры на фортепьяно;
- 1924 г. — Гунст — соучредитель Русской консерватории в Париже, в которой преподаёт все теоретические дисциплины. Помимо преподавания избирается председателем художественного совета и является кассиром.
- 1931 г. — «Русская консерватория в Париже» переходит под контроль лиц, связанных с Русским музыкальным обществом. «Вследствие политических расхождений во мнениях», Е. О. Гунст прекращает свою деятельность в Русской консерватории;
- 1932 г., 4 февраля — открытие Русской Нормальной консерватории (Conservatoire Normal Russe, она же: Academie Russe de Musique à Paris). Гунст — директор и преподаватель всех теоретических предметов;
- 1936 г. — Вследствие экономического кризиса Conservatoire Normal Russe закрывается по финансовым причинам. Гунст теряет своих частных учеников;
- 1947 г. — в обстановке бытовых неурядиц чета Гунстов пытается эмигрировать в США;
- 1950, 30 января — после четырёх месяцев тяжёлой болезни Е. О. Гунст умирает в своей квартире в Париже;
- 1952, 29 апреля — подписывается акт передачи (от В. М. Гунст) личного архива Е. О. Гунста в распоряжение Жака Гандшина, директора Института музыковедения Базельского университета;
- 2010 г., весна — архив Е. О. Гунста обнаружен в подвале Института музыковедения Базельского университета;
- 2011 г., 7 июня — 7 июля — в музее «Kleines Klingental», г. Базель проходит выставка материалов личного архива Е. О. Гунста;
- 2014 г., 10 сентября — 4 октября — в Москве, в здании Всероссийского музейного объединения музыкальной культуры имени М. И. Глинки проходила выставка «Евгений Гунст. Находка, рассказывающая о жизни»;

## Семья и родные
- Отец: Гунст, Отто Карлович (нем. Otto-Karl-Franz-Georg Gunst, 1834—1891) — статский советник[2], архитектор;
- Мать: Анна Ивановна Гунст (урождённая Перелыгина, 1838—1919, похоронена на Ваганьковском кладбище);
- Жена: Варвара Михайловна Гунст (урождённая Обновленская, 1886, Москва — после 1952);
- Старший брат: Гунст, Анатолий Оттович (1858—1919, похоронен на Ваганьковском кладбище) — русский архитектор, художник, преподаватель и актёр;
- Племянник: Гунст, Евгений Анатольевич (1901, Москва — 1993, похоронен на Ваганьковском кладбище) — советский переводчик и литературовед;

## Базельская находка (2010 г.)
Весной 2010 г. в подвале Института музыковедения Базельского университета случайно были найдены 14 аккуратно связанных пакета. Содержимое пакетов оказалось личным архивом Е. О. Гунста. Его разбором занималась группа сотрудников и студентов Базельского университета во главе с Лайлей Цикграф. По результатам изучения материалов архива Е. О. Гунста были организованы две выставки: первая выставка прошла в Базеле в июне-июле 2011 г. (Museum Kleines Klingental), вторая — в Москве под названием «Евгений Гунст. Находка, рассказывающая о жизни». Базельцы подготовили и издали 85-тистраничный буклет-брошюру с фотогалереей материалов архива и текстами подготовленными ими статей об отдельных аспектах жизни и деятельности Е. О. Гунста.
Проведение выставок и частичная публикация сведений архива Е. О. Гунста значительно расширили научное представление об обстоятельствах жизни и музыкального творчества композитора.
Архив Е. О. Гунста был подготовлен вдовой композитора В. М. Гунст и передан Жаку Гандшину (нем. Jacques Handschin, урождённому Якову Яковлевичу Гандшину), на том момент директору Института музыковедения Базельского университета (акт передачи подписан 29 апреля 1952 г.). Мотивы Варвары Михайловны были очевидны: Яков Гандлин — уроженец Москвы (как и чета Гунстов), знал ценность материалов архива. Почему Гандшин не смог надёжно распорядиться судьбой архива Е. О. Гунста, осталось загадкой. Сам же Гандшин умирает через 3,5 года после получения архива. И архив Е. О. Гунста остался бесхозным в течение 55 лет.

## Мемуары и публицистика[6]
- Исторические параллели. K вопросу o восприятии творчества A. Н. Скрябина / Евгений Гунст. — журнал «Маски», 1914, № 1;
- 10 сонат Скрябина. Гунст Е. О. // «Русская музыкальная газета» — 1914. — № 47. — Стб.867-885.;
- Скрябин и его творчество. / Евгений Гунст; С прил.: ориг. рис. акад. Л. Пастернака, 9 фотогр. снимков и 63 нот. Примеров. Обл. худож. Л. Оссовского. — Москва: тип. и цинкогр. т./д. «Мысль» (Н. П. Меснянкин и К°), 1915. — 77 с.; 23 см;
- Сценические образы Шаляпина / Евгений Гунст. В книге: "Фёдор Иванович Шаляпин (Биография и сценические образы). — Москва: изд. журн. «Рампа и жизнь», 1915. — С. 54-81;
- Ф. И. Шаляпин — камерный певец / Евгений Гунст. В книге: "Фёдор Иванович Шаляпин (Биография и сценические образы). — Москва: изд. журн. «Рампа и жизнь», 1915. — С. 85-88;
- Танеев — камерный композитор. Гунст Е. // «Русская музыкальная газета» — 1915. — № 12/13. — Стб.227-230;
- Воспоминания о последних днях А. Н. Скрябина. / Гунст Е. О. — Музыка, 1915, № 220, с. 286—288.

## Избранная библиография музыкальных сочинений[7]
- На холмах Грузии. Для голоса с фортепиано: e.1-fis.2: Op. 1 / Слова А. Пушкина. Музыка Е. Гунста. — Москва; Лейпциг: П. Юргенсон, ценз. 1898. — 5 с.;
- Я ждал тебя. Для голоса с фортепиано: cis.1-a.2: Сочинение 3, № 1 / Слова А. Апухтина. — Москва: П. Юргенсон, ценз. 1898. — 6 с.;
- Помню я: старушка няня. Для голоса с фортепиано: c.1-e.2: Сочинение 3, № 2 / Слова А. Фета. — Москва: П. Юргенсон, ценз. 1898. — 5 с.;
- Вечер. Для низкого голоса: b-e.2 / Слова А. Апухтина. — Москва: Музыкальный магазин «Симфония», ценз. 1901. — 5 с.;
- Весенняя ночь : Для среднего голоса с ф.-п.; d.1-es.2: Соч. 4, № 2 / Слова А. Апухтина. — Москва: «Симфония», ценз. 1901. — 5 с.;

## Современники об Е. О. Гунсте
- Известный английский музыковед Монтегю-Натан писал в 1917 г. в своей монографии «Современные русские композиторы»[8]:

«Мы находим блестящую плеяду молодых прогрессивных композиторов, отличающихся всесторонней культурой, но гораздо более близких к фортепиано, инструменту который они значительно обогатили литературой. Их предводитель (doyen), если можно так выразиться, Евгений Гунст, судя по фамилии немецкого происхождения. Он родился в Москве в 1877 году и изучал право в университете, прежде чем обратиться к музыкальной карьере»

- О предреволюционном периоде жизни в Москве:

«Евгений Оттович Гунст играл значительную роль в музыкальной жизни предреволюционной Москвы. Он был замечательным человеком. Его мягкое и чуткое обращение с музыкантами привлекало их в его дом, который постепенно превратился в музыкальный центр Москвы.
В то время Гунст жил в особняке в Староконюшенном переулке. Это был дом типичной московской семьи с традиционным образом жизни и великодушными гостеприимными хозяевами. В этом просторном особняке жила большая семья из нескольких поколений. Игрались свадьбы, рождались дети, и все продолжали жить в одном доме. Когда становилось тесно, добавлялся этаж или крыло, и поколение за поколением продолжало жить вместе в том же самом доме.»
— Михаил Букиник (1951 г.)
- О быте композитора в послевоенном Париже:

«Посетителя, влезшего на восьмой этаж истино-пролетарского жилища Е. О., встречала всегда одинаковая картина: ласковый хозяин хилый здоровьем, редко выходящий из дому: за двумя столами работа над партитурами (жена его была ему бодрой, неизменной помощницей); кипы манускриптов, своих и чужих, за зелёной занавесочкой большого шкафа — драгоценное собрание умных книг по специальности; ступить негде — вся поверхность крошечной комнаты занята музыкой.»
— E. Фальковский (1950 г.)